# Мундер, Сесар
Сесар Аугусто Мундер Родригес (исп. César Augusto Munder Rodríguez; род. 7 января 2000, Гавана) — чилийский футболист, нападающий клуба «Кобресаль».

## Клубная карьера
Мундер — воспитанник клуба «Универсидад Католика». 30 апреля 2018 года в матче против «Сан-Луис Кильота» он дебютировал в чилийской Примере. В поединке против «Курико Унидо» Сесар забил свой первый гол за «Универсидад Католика». В составе клуба игрок трижды выиграл чемпионат.
В 2021 году Мундер был арендован «Депортес Ла-Серена». 31 марта в матче против «Аудакс Итальяно» он дебютировал за новый клуб. 8 августа в поединке против «Универсидад Католика» Сесар забил свой первый гол за «Депортес Ла-Серена».
В 2022 году Мундер на правах аренды перешёл в «Кобресаль». 4 апреля в матче против «Депортес Антофагаста» он дебютировал за новый клуб. 28 августа в поединке против «Уачипато» Сесар забил свой первый гол за «Кобресаль». По окончании аренды клуб выкупил трансфер игрока.

## Достижения
Клубные
 «Универсидад Католика»
- Победитель чилийской Примеры (3) — 2018, 2019, 2020